# Stile animalistico
Per stile animalistico, anche ornamentazione animalistica, s'intende un approccio alla decorazione ove le raffigurazioni di animali non sono di tipo naturalistico ma stilizzate tramite una profonda riduzione linearistica ed inserite in un contesto di ornato astratto applicato su oggetti di piccole dimensioni: gioielleria, oggetti d'uso comune, ecc. Questa forma d'arte fu propria di popolazioni e periodi storici che non conobbero oppure rifiutarono la figuratività: anzitutto le culture della steppa eurasiatica della prima Età del ferro (VII secolo a.C.) sino alle popolazioni nomadi che, con le Invasioni barbariche, schiacciarono l'Impero romano; popolazioni cioè di pastori-guerrieri la cui economia era basata sull'allevamento e la pastorizia di animali, integrati dal commercio e dal saccheggio, distribuite su di un enorme areale geografico che spaziava dall'Ucraina ad ovest al Nordest della Cina ad est al Vicino Oriente antico a sud.
Lo stile animalistico non è da confondersi con la pittura di animali (en. Animal art), termine generico per tutta l'arte raffigurante animali, né con lo zoomorfismo, l'attribuzione di caratteristiche e qualità animali ad esseri umani o inanimati o a fenomeni naturali o soprannaturali, in particolare divinità.

## Asia

### Origine

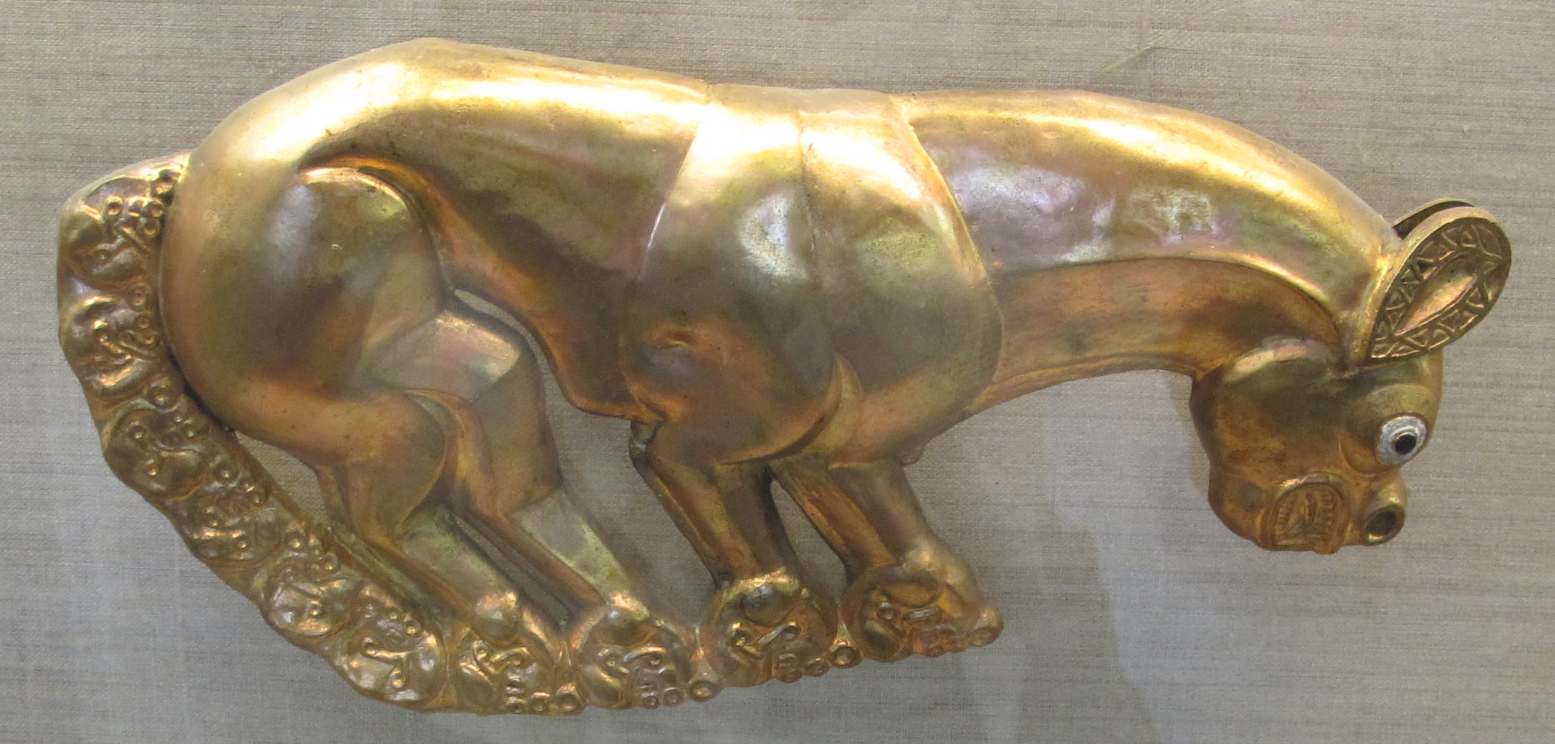
Placca in foggia di pantera per scudo o corazza (oro sbalzato a cesello), VII secolo a.C. - Hermitage.

La produzione artistica degli Sciti, popolazione iranica di nomadi attestata nella steppa eurasiatica dal XIX secolo a.C. al IV secolo dell'Era cristiana, fece largo uso di motivi zoomorfi su armi, finimenti per cavalli e raffigurazione pittorica d'animali selvatici. Le culture interessate da questa tipologia d'arte includevano i Cimmeri, i Sarmati ed altre popolazioni sparse nella steppa a nord del Vicino Oriente, fino alla Cultura dell'Ordos nel Nord della Cina. Gli storici parlano oggi di un "Trittico delle steppe" formato dall'interazione/sovrapposizione di arte/cultura scitica, altaica ed ordosica, presso le quali, dal VII secolo a.C., l'arte animalistica trovò la sua piena espressione stilistica, oltre ad accogliere suggerimenti da altre culture loro confinanti: fond. la Cina, l'Iran pre-islamico, il Vicino Oriente antico, l'Antica Grecia.
Il grande merito artistico degli Sciti fu appunto l'elaborazione dello stile animalistico, una categoria artistico-storica a sé contro la quale la sola arte greca rimase impenetrabile ma la cui originalità ed alto valore estetico furono compresi solo del XX secolo, essendo stata, sino ad allora, considerata come un ramo barbarico dell'arte del Mondo Antico, una misera imitazione di modelli stranieri.
L'arte degli Sciti fu sempre arte popolare, realistica e sinuosa, appunto più stile che un'arte vera e propria ma proprio per questo motivo capace d'adattarsi ed evolvere in un medium che collegò l'Ucraina pre-slava al Mondo Antico, influenzando la crescita delle successive arti europee, fino ad Nordest della Cina. Si espresse in minuziose decorazioni di qualsiasi oggetto, anche di quelli d'uso più comune, con forme chiare e armoniche. Seppure differenziata da qualche localismo determinato dalle diverse posizioni geografiche che permettono di distinguere gli Sciti dell'area attorno al Mar Nero da quelli orientali, l'arte scitica è sostanzialmente unitaria nei temi e nelle forme. Così, influenze cinesi contaminarono maggiormente gli artisti sciti a ridosso del territorio dell'Altaj, mentre Persiani e Greci dettero un impulso specifico agli Sciti delle steppe occidentali, senza però mai sfaldare l'unitarietà della cultura scita. La permanenza secolare degli Sciti in Medioriente ne influenzò notevolmente l'arte che, contaminata dal gusto orientale, accomunò alla tipica impronta artistica nomade, fatta d'oggetti in osso, legno e corno, un largo uso di ricercati oggetti in oro, in cui spiccano mescolati elementi assiri, urartei, medi, babilonesi e proto-iranici. 
Gli elementi caratteristici della produzione artistica degli Sciti sono prevalentemente soggetti animali, in particolare raffigurazioni che vanno dal c.d. "animale contorsionista", alle scene di caccia, a violenti scontri tra bestie reali o immaginarie, composte da parti di differenti animali, alla raffigurazione del c.d. "galoppo volante": la rappresentazione dell'animale accovacciato, le zampe raccolte sotto il corpo, ma la testa protesa ed i muscoli contratti a rappresentare il movimento; uno stilema oggi considerato dagli storici l'apice della sintesi artistica scita che cercava con una sola immagine di raffigurare diversi momenti/movimenti. Frequente è il symplegma, i.e. l'intreccio, tra gli animali. Non di rado le scene di movimento raffigurano scontri tra le più diverse tipologie di bestie, soprattutto nell'Altaj, talvolta con una predilezione, da parte dell'artista, per il predatore che ha la meglio sulla preda. Pietro Citati sostenne la tesi che questi continui mescolamenti d'animali, spesso anche in un solo essere fantastico, sottendevano a una filosofia della metamorfosi propria della cultura scita. L'elaborazione di bestie immaginarie mediante la combinazione di più elementi animali testimonia, più che un horror vacui, l'intuizione della diversità e versatilità della natura, secondo un gusto forse di derivazione ittita, sebbene le raffigurazioni animali avessero già avuto un proprio sviluppo nel Caucaso ancor prima che apparissero gli Sciti o si formasse un'unità artistico-culturale con l'Armenia, l'Anatolia, la Mesopotamia settentrionale e parte della Persia.

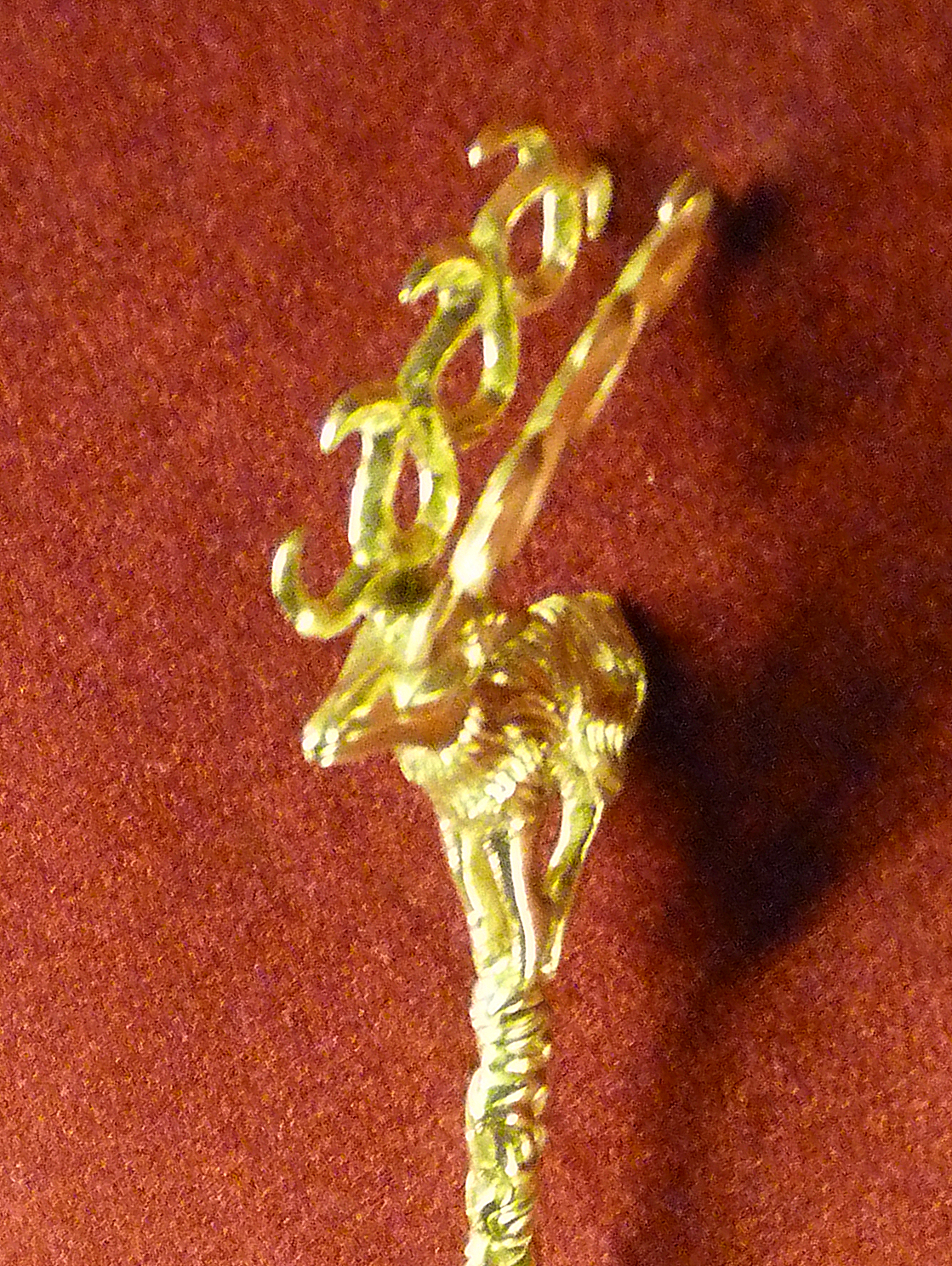
Cervo scita in oro con le tipiche "corna ad anello" dal kurgan di Arzhan (Tuva) - VIII-VII secolo a.C.
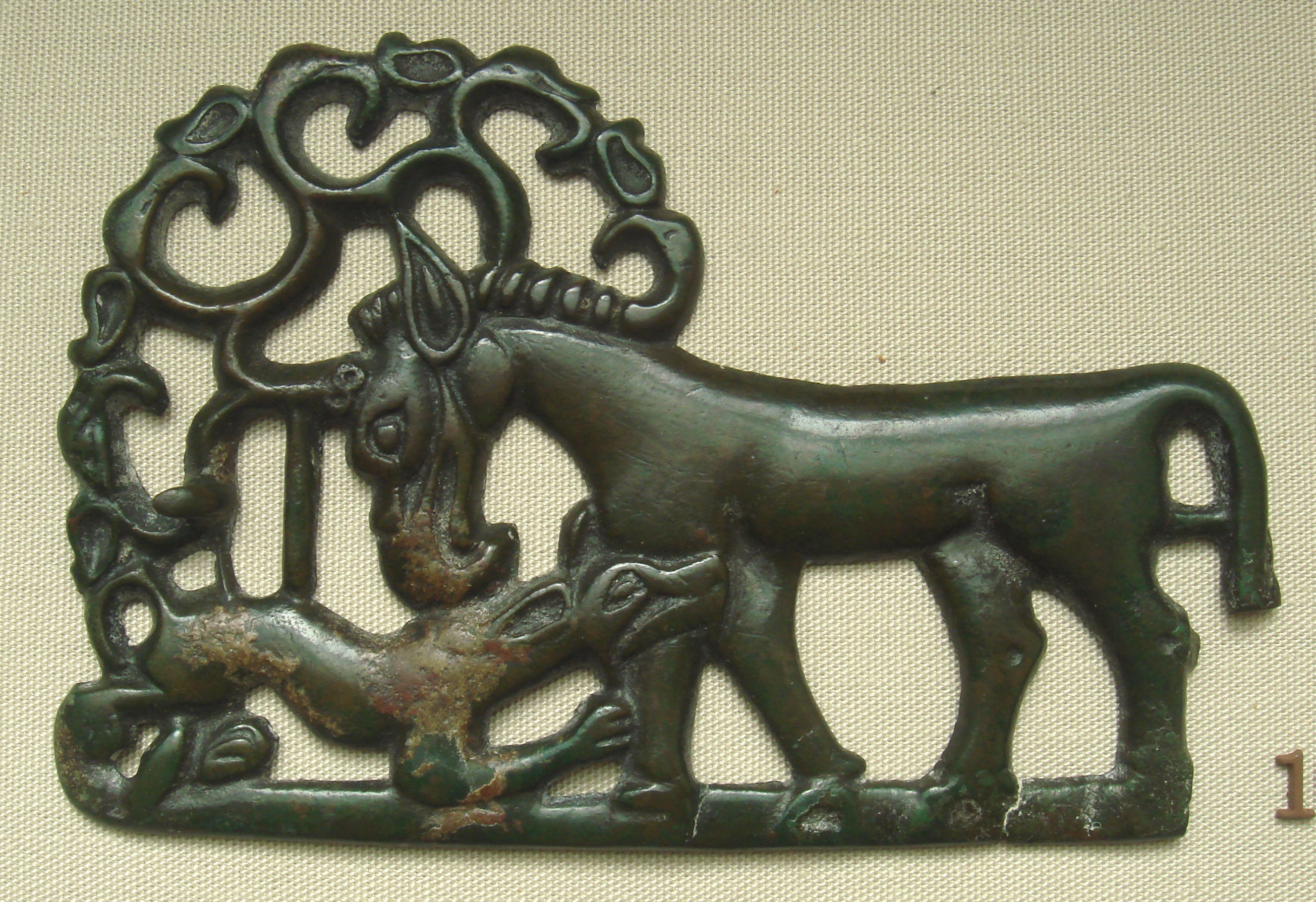
Targa in bronzo con chimera cervo-grifo attaccato da un lupo sotto un albero (a sx) - Cultura di Ordos, IV secolo a.C.
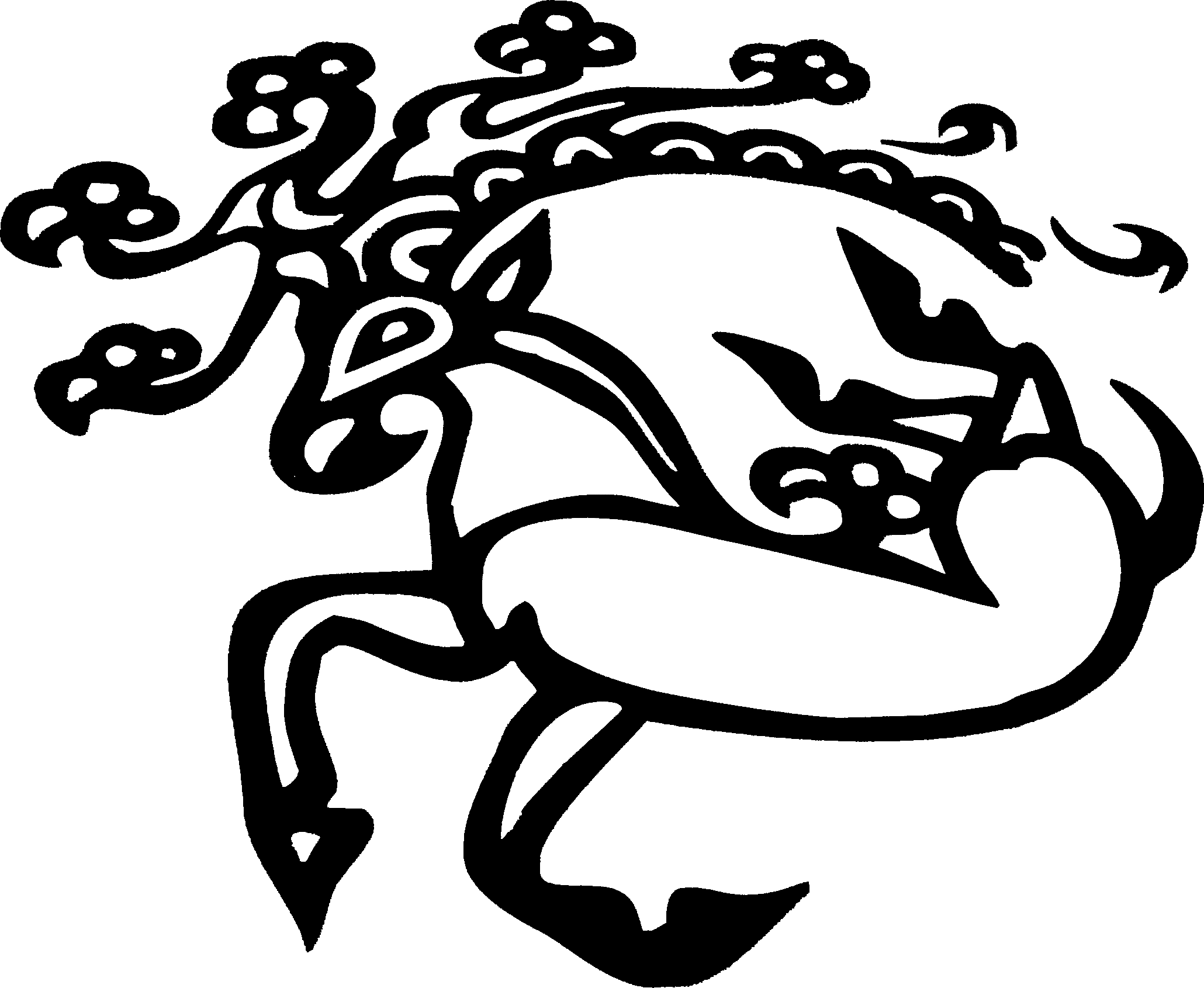
Il cervo-grifo tra i tatuaggi della Mummia dell'Altai, dalle sepolture di Pazyryk.

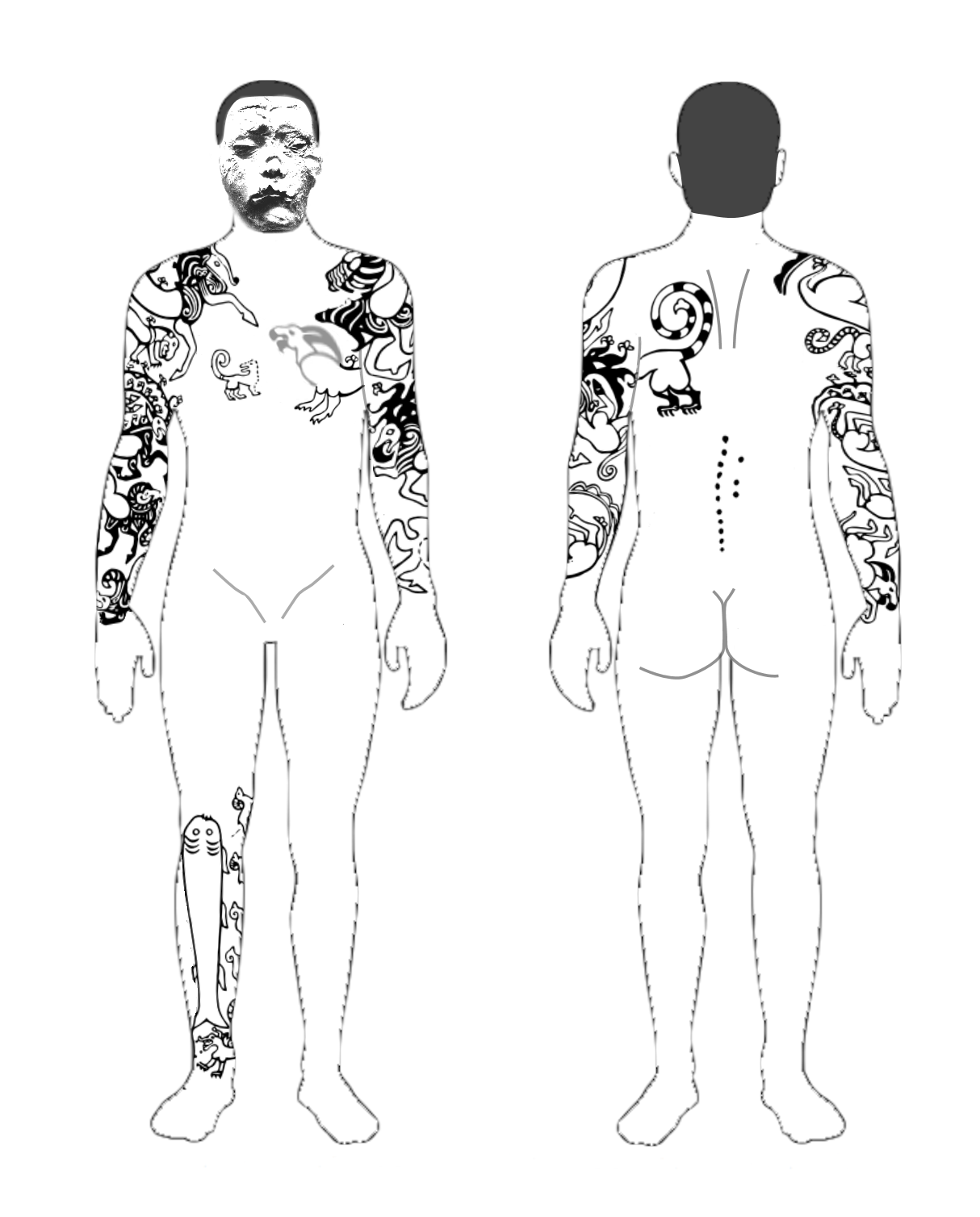
Tatuaggi in stile animalistico sul corpo che "Capo n. 2" dalle sepolture di Pazyryk.

Tra i motivi singoli più caratteristici degli Sciti c'è senz'altro il cervo, secondo alcuni studiosi addirittura soggetto "fondante" dell'arte scitica, antico elemento d'adorazione dei popoli siberiani ma probabilmente del tutto privo di significati religiosi per loro, sebbene è possibile che fosse ritenuto animale psicopompo, come testimonierebbero le maschere cornute per cavallo ritrovate nelle sepolture di Pazyryk, o comunque animale totemico, il possesso della cui raffigurazione infondeva al proprietario i poteri dell'animale: per questo motivo le più grandi raffigurazioni di cervi ornavano gli scudi, mentre placche più piccole erano probabilmente attaccate agli abiti, al fodero delle spade e/o alla faretra. Raffigurazioni di cervi spaziano in tutto l'areale delle steppe ma i reperti più interessanti sono stati rinvenuti: (i) nel kurgan di Arzhan a Tuva (Siberia) del VIII-VII secolo a.C.; (ii) nella necropoli di Kostromskaya nel Kuban del VI secolo a.C., oggi all'Ermitage; (iii) nel Tápiószentmárton in Ungheria risalente al V secolo a.C., ora al Museo nazionale ungherese, Budapest; e (iv) a Kul Oba in Crimea risalenti al IV secolo a.C. (conservati sempre all'Ermitage). Il cervo serviva anche da base per lo sviluppo di chimere, come il cervo-grifo o cervo con testa di rapace che si ritrova su alcune placche e financo nei tatuaggi delle mummie di Pazyryk. Viceversa, il cavallo non era tra gli animali più rappresentati, nonostante fosse un elemento fondamentale nella vita quotidiana di questi popoli nomadi. Non mancavano poi felidi, uccelli, orsi, lupi e, come anticipato, chimere ed ibridi.
Altro motivo caratteristico dell'arte scitica fu l'enfasi data alla raffigurazione delle corna, la cui funzione simbolica e rituale per diversi popoli preistorici è ben nota, soprattutto nell'area orientale della pianura eurasiatica. Tra gli Sciti mantennero tale significato simbolico e divennero uno stilema classico nella loro arte. Le corna "ad anello" sono appunto distintive del cervo scitico (tanto da aver portato alcuni studiosi ad ipotizzare che il soggetto raffigurato fosse non un cervo ma una renna, animale che però non occupava le regioni abitate dai popoli delle steppe in questo periodo) e non trovano riscontro nelle immagini coeve di cervi raffigurate dai cinesi pur contaminati dall'arte della steppa. In taluni, raffinatissimi soggetti, gli anelli delle corna sviluppano un secondo livello decorativo e terminano non con delle punte ma con teste di animali, anche dotate di orecchie.
Ulteriore motivo caratteristico, tipico delle targhe traforate per ovvie motivazioni di natura pratico-artigiana, era l'albero stilizzato, spesso semplicemente reso come un intreccio di rami, che corona uno dei lati della scena raffigurata. 
Gli Sciti lavoravano in un'ampia varietà di materiali, dall'oro, ampiamente utilizzato dall'élite dominante, ai materiali più poveri della gente comune come legno, cuoio, osso, bronzo, ferro, argento ed elettro. Il materiale predominante per le varie forme animali era appunto il bronzo con cui si realizzavano articoli utilizzati per decorare i finimenti dei cavalli, cinture di pelle e abbigliamento personale. In alcuni casi queste figure di animali in bronzo, quando cucite su giubbotti e cinture di pelle rigida, aiutavano a fungere da armatura. Uno stile distinto del Permiano di oggetti in bronzo o leghe di rame risalenti al V-X secolo si trova vicino agli Urali e ai fiumi Volga e Kama in Russia.

### Diffusione
Mar Nero
I grandi pezzi di fabbricazione greca includono spesso una zona che mostra gli uomini sciti che apparentemente svolgono le loro attività quotidiane, in scene più tipiche dell'arte greca rispetto ai pezzi di fabbricazione nomade. Alcuni studiosi hanno tentato di attribuire significati narrativi a tali scene, ma questo rimane speculativo.
Cina
In Cina, le continue incursioni dei nomadi durante la dinastia Zhou orientale (771-256 a.C.), apparentemente spinti ad oriente dall'affermarsi dell'Impero achemenide in Asia centrale, vi diffusero non solo importanti innovazioni militari (cavalleria, sciabola, arcieri a cavallo, ecc.) ma impattarono anche la produzione artistica: intorno al 550 a.C., lo stile animalistico scito-siberiano iniziò ad influenzare le decorazioni dei bronzi rituali cinesi che, a loro volta, come anticipato, influenzano la produzione dei barbari. Ne nacque una nuova forma d'arte che combinava scene di caccia, branchi d'animali selvatici, esseri ibridi e puro gioco grafico di colori attraverso l'applicazione di pelle tagliata o feltro. La differenza con lo zoomorfismo Shang-Zhou è evidente: i soggetti sono più realistici, dinamici e vivaci; il simbolismo astratto sostituito da una narrazione coerente. Questi effetti e motivi provenienti dall'arte delle steppe (ed anche dalle lacche dello stato di Chu, ai margini del bacino culturale Shang-Zhou) furono trasposti nell'oreficeria della Cina centrale: i bronzi furono arricchiti da tarsie, sempre in lastre, di rame, argento o oro. Con l'aumento della domanda di beni di lusso quali i bronzi in un contesto socio-politico caratterizzato dall'emergere di numerosi regni in guerra costante per il predominio (v.si Periodo delle primavere e degli autunni, 771-481 a.C., e Periodo degli Stati Combattenti, 453-221 a.C.) comparvero nuovi oggetti domestici, con intarsi più pregiati: es. fermagli in bronzo con intarsi, in una grande varietà di forme e ornamenti che testimoniano anche qui l'influenza dell'arte barbara delle steppe ove però l'impostazione delle scene di guerra o caccia viene ripresa per la decorazione geometrica. Come anticipato, si diversifica la gamma dei materiali e delle tecniche di finitura. Per creare le pietre furono utilizzati diversi metalli e leghe, minerali e pietre semi-preziose e si riprese la tradizione Shang dell'agemina. La tecnica della doratura a fuoco, ampiamente utilizzata dai popoli della steppa settentrionale per rifinire i loro utensili e gioielli in bronzo, divenne sempre più importante in Cina. Anche le iscrizioni dei bronzi mutano: i caratteri che prima servivano come veicolo di simboli e messaggi diventano elemento decorativo, impreziositi con l'onnipresente oro, nelle spade di Chu e Yue.

## Europa

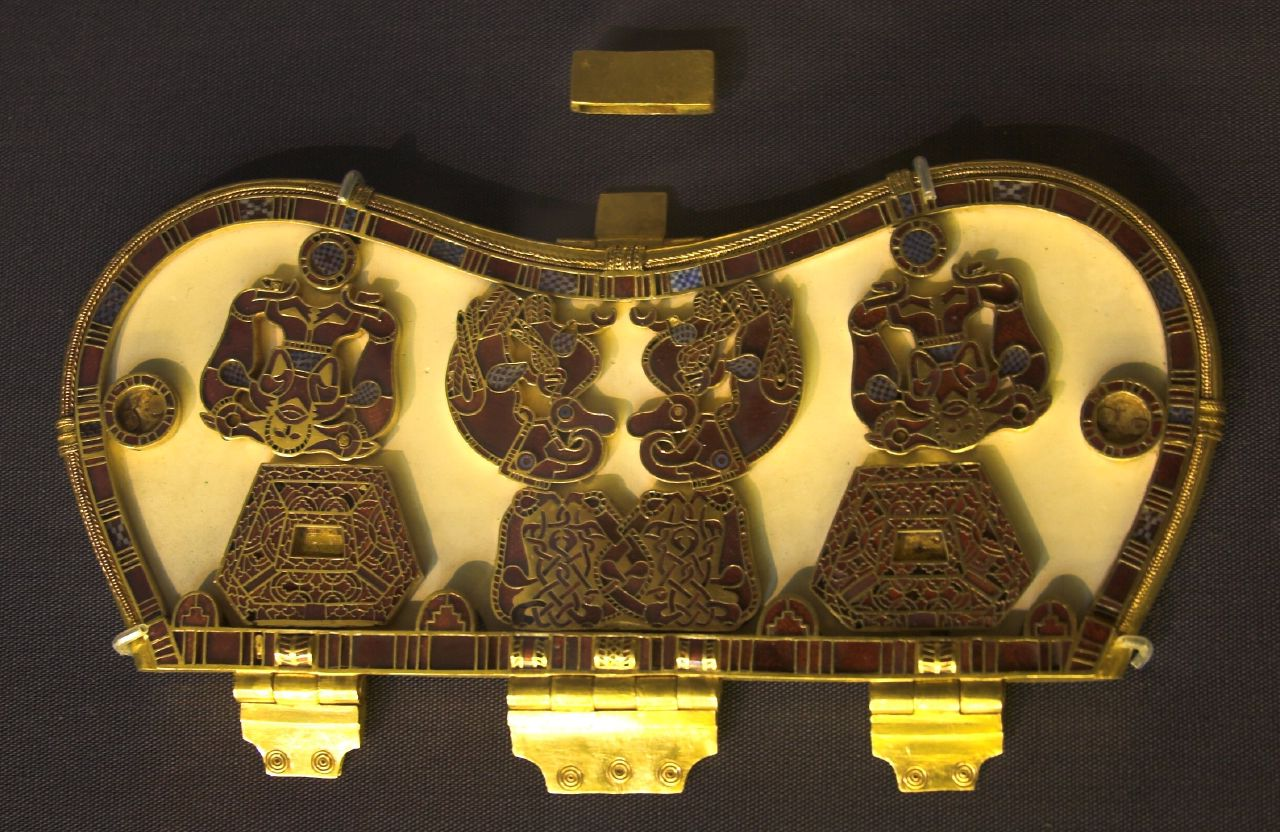
Coperchio della c.d. "Borsa di Sutton Hoo" (VII secolo) - British Museum.

Il termine arte barbarica individua il complesso di espressioni artistiche fiorite nel periodo delle invasioni barbariche, tra la tarda antichità e l'Alto Medioevo (V-IX secolo), in una zona geografica estesa dal Danubio alla penisola iberica, dall'Africa settentrionale alla Scandinavia e alle isole britanniche, sovrapponibile quindi sia alle terre dell'Impero romano d'Occidente sia alle regioni di provenienza delle popolazioni germaniche fautrici del crollo di Roma nel 476 d.C. Nonostante il rapporto secolare di vicinanza e il contatto con la cultura di Roma, i Germani, tranne poche eccezioni, non erano mai giunti ad assimilare l'arte classica e l'interesse per l'ornato si evidenziò presso di loro solo con le grandi migrazioni che caratterizzarono questa fase della Storia dell'Europa.
Lo studio della decorazione zoomorfa delle popolazioni germaniche nel contesto dell'arte barbarica e dell'Età delle Invasioni/Migrazioni fu codificato dall'archeologo svedese Bernhard Salin (1861-1931) nella sua opera Die altgermanische Thierornamentik del 1904. Salin classificò l'arte animalistica del 400-900 d.C. in tre fasi: Stile I, Stile II e Stile III. Le origini di queste diverse fasi restano oggi oggetto di dibattito: es. l'esperienza artistica dell'arte popolare provinciale tardo romana concorse sicuramente ad arricchire ed integrare la precedente tradizione artistica dei popoli nomadi delle steppe eurasiatiche. 
Gli Stili I e II si trovano ampiamente in tutta Europa e costituiscono il modello standard dell'arte barbarica, da intendersi anche come arte dei regni romano-barbarici:
- Lo Stile I apparve nell'Europa nord-occidentale con l'introduzione della tecnica d'intaglio a scheggia applicata al bronzo e all'argento, nel V secolo. È caratterizzato da animali i cui corpi sono divisi in sezioni e appaiono tipicamente ai margini di disegni la cui enfasi principale è su motivi astratti.[43]

- Lo Stile II prese a soppiantare, dopo il 560-570 circa, lo Stile I, ormai in declino. Gli animali dello stile II sono bestie intere, i loro corpi allungati in "nastri" che si intrecciano in forme simmetriche senza pretese di naturalismo - raramente con gambe - che tendono ad essere descritti come serpenti, sebbene le teste abbiano spesso caratteristiche di altri animali. Gli animali vengono sussunti in motivi ornamentali, tipicamente intrecciati. Esempi di Stile II possono essere trovati sul coperchio della borsa d'oro di Sutton Hoo (c. 625). Alla fine si sviluppano circa 700 stili localizzati e non è più molto utile parlare di uno stile germanico generale.[44]

A volte vengono usati altri nomi: nell'arte anglosassone, Kendrick preferiva "Elmo" e "Nastro" per gli Stili I e II.
Lo Stile III di Salin si lega massicciamente al bacino geografico-culturale della Scandinavia e per ciò stesso alla produzione artistica delle popolazioni scandinave durante la c.d. "Epoca vichinga" che cronologicamente chiude l'Età delle Migrazioni, ed è pertanto considerata come la fase embrionale dell'Arte vichinga vera e propria. Gli Stili II e soprattutto III di Salin furono appunto successivamente suddivisi dall'archeologa svedese Greta Arwidsson (1906–1998) in tre ulteriori stili per meglio interconnetterli con lo sviluppo dell'arte vichinga: lo stile III C, presente nel VII e VIII secolo, poi sostituito, soprattutto nella Scandinavia meridionale, dallo stile III D. Gli stili C e D fornirono l'ispirazione per l'espressione iniziale dello stile animalistico proto-vichingo, lo stile III E o Stile Oseberg/Broa (v.si seguito), caratterizzato da un certo numero di innovazioni nell'ultima generazione dell'VIII secolo sul precedente modello indigeno (stile III D).
L'intreccio, dove si verifica, diventa meno regolare e più complesso, e se non gli animali tridimensionali sono solitamente visti di profilo ma contorti, esagerati, surreali, con parti del corpo frammentate che riempiono ogni spazio disponibile, creando un'intensa sensazione di energia dettagliata. I corpi degli animali diventano difficili da leggere per lo spettatore inesperto e c'è un motivo molto comune della "bestia che afferra" in cui la bocca di un animale si aggrappa a un altro elemento della composizione per collegare due parti. Lo stile animale era una componente, insieme all'Arte celtica e agli elementi tardo classici, nella formazione della c.d. "Arte insulare" e dell'Arte anglosassone nelle isole britanniche e, attraverso queste rotte e altre nel continente, lasciò una notevole eredità nel tardo medioevo arte.

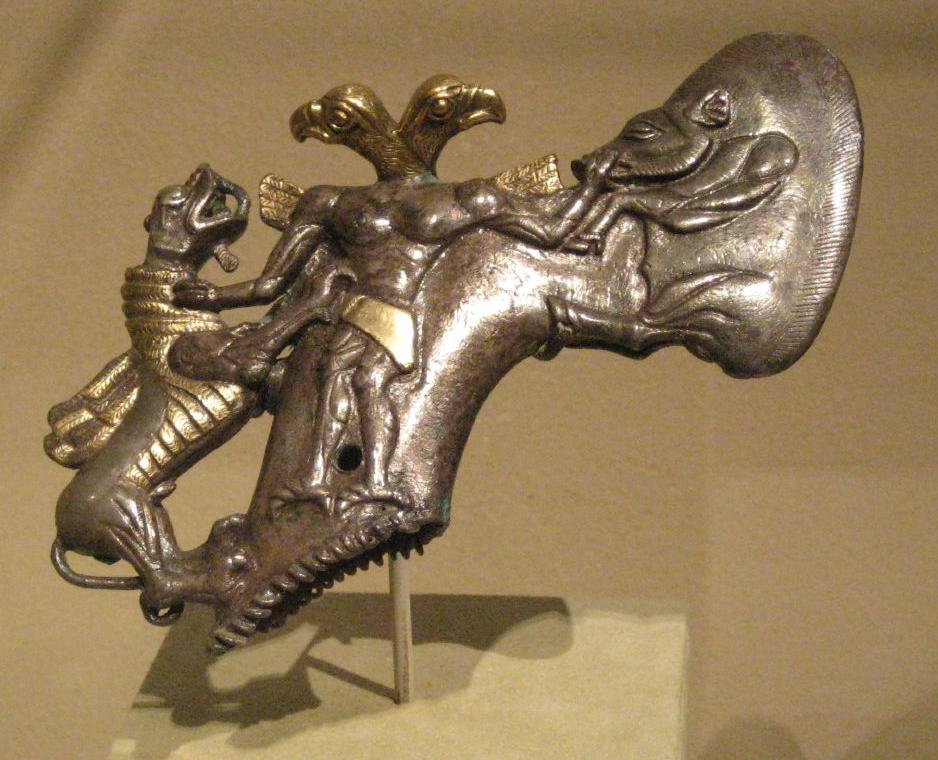
Testa d'ascia con foro d'albero con un demone dalla testa di uccello, un cinghiale e una statuetta di drago. Dall'Asia centrale (Bactria-Margiana), fine III - inizio II millennio a.C.
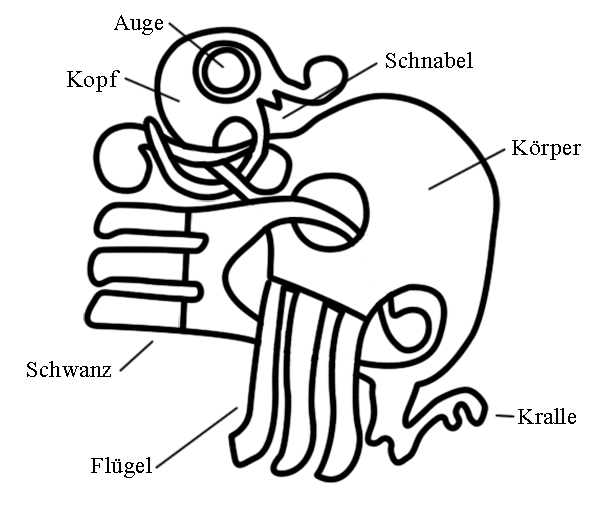
Analisi di un uccello in Stile Broa o Stile Salin III E.

### Esplicative
1. ↑  L'interpretazione riferita da Citati 2005, p. 317 riprende la tesi di (FR) Schiltz V, Les Scythes et les nomades des steppes. VIIIe siècle avant J.-C. - Ier siècle après J.-C, Parigi, Gallimard, 1994.
2. ↑  V.si la statuetta di cervo-grifo ed. in (EN) Emma C. Bunker, Dangerous Scholarship: On Citing Unexcavated Artefacts from Inner Mongolia and North China, in Orientations, giugno 1989,  pp. 52-59.

### Bibliografiche
1. 1 2  Melucco Vaccaro 1991.
2. ↑  Bunker, Chatwin e Farkas 1970, p. 13.
3. ↑   Stile animalistico, in Treccani.it – Vocabolario Treccani on line, Roma, Istituto dell'Enciclopedia Italiana.
4. ↑  Ed. in So e Bunker 1995, p. 50.
5. ↑  (EN) D. Sinor, The Cambridge History of Early Inner Asia, Cambridge University Press, 1990,  p. 97, ISBN 978-0-521-24304-9.
6. ↑  (EN) L. Bonfante, The Scythians: Between Mobility, Tomb Architecture, and Early Urban Structures, in The Barbarians of Ancient Europe : Realities and Interactions, Cambridge University Press, 2011,  p. 110, ISBN 978-0-521-19404-4.
7. ↑  Silvi Antonini 1991.
8. ↑   P.M. Duval, CELTICA, Arte, in Enciclopedia dell'arte antica, Roma, Istituto dell'Enciclopedia Italiana, 1959.
9. ↑  (EN) Jacobsthal P, Early Celtic Art, Oxford, Clarendon Press, 1944.
10. ↑   K.J. Artamonov, SCITICA, Arte, in Enciclopedia dell'arte antica, Roma, Istituto dell'Enciclopedia Italiana, 1966.
11. ↑  Rice 1958, p. 78.
12. ↑  Rice 1958, p. 175.
13. ↑  Rice 1958, p. 176.
14. ↑  Rice 1958, p. 145.
15. ↑  Rice 1958, pp. 14-15.
16. 1 2 3  (EN) S.I. Rudenko, The Mythological Eagle, the Gryphon, the Winged Lion, and the Wolf in the Art of the Northern Nomads, in Artibus Asiae, vol. 21, n. 2, 1958,  pp. 101-122.
17. ↑  Citati 2005, p. 314.
18. ↑  Rice 1958, p. 146.
19. ↑  Rice 1958, pp. 160-161.
20. ↑  Rice 1958, p. 149.
21. ↑  Rice 1958, p. 150.
22. ↑  Ed. in So e Bunker 1995, p. 146.
23. ↑  (EN) Svetlana Pankova e St John Simpson, Scythians: warriors of ancient Siberia, British Museum, 1º gennaio 2017,  pp. 106-109, fig. 31-33.
24. 1 2  (EN) Max Loehr, The Stag Image in Scythia and the Far East, in Archives of the Chinese Art Society of America, vol. 9, 1955,  pp. 63-76.
25. ↑  Rice 1958, p. 157.
26. ↑  (EN) Emma C. Bunker, Artifacts: regional styles and methods of production, in Bunker 2002, pp. 15-38, 2002.
27. ↑  So e Bunker 1995, p. 146.
28. ↑  Rice 1958, p. 171.
29. ↑  Rice 1958, p. 168.
30. ↑  Ivanova 2006.
31. ↑  (EN) A. Farkas, Interpreting Scythian Art: East vs. West, in JSTOR, vol. 39, n. 2, 1977,  pp. 124-138.
32. ↑  So e Bunker 1995, p. 54.
33. ↑  Béguin e Chengyuan 1998, p. 139.
34. ↑  Jacobson 1995, pp. 3-4.
35. ↑  Jacobson 1995, p. 52.
36. 1 2  Delacour 2001, p. 23.
37. ↑  Gascuel et al. 2014, pp. 31-32.
38. ↑  Rawson 1987, p. 52f.
39. ↑  Jacobson 1995, p. 1.
40. ↑  So e Bunker 1995, pp. 73-75.
41. ↑  (DE) Salin B, Die altgermanische Thierornamentik, Stoccolma, 1904.
42. ↑  (EN) Salin Styles, su The Concise Oxford Dictionary of Archaeology, oxfordreference.com.
43. ↑  (EN) Rosie Weetch, Decoding Anglo-Saxon art, su British Museum Blog, illustrazioni di Craig Williams, 28 maggio 2014.
44. ↑  (EN) Frans Theuws e Janet L. Nelson, Rituals of power: from late antiquity to the early Middle Ages, Leida, Boston e Colonia, BRILL, 2000,  p. 45.
45. ↑  (EN) Peter Peter Clemoes [et al.] (a cura di), Anglo-Saxon England, vol. 8, Cambridge University Press, 2007.
46. ↑  Arwidsson 1942a.
47. ↑  Arwidsson 1942b.
48. ↑  Bornholdt 2000.